# Хилл, Натаниэль
Натаниэль Хилл (англ. Nathaniel Hill; 1861, Дроэда, графство Лаут, Ирландия — 1934, Уэльс, Великобритания) — ирландский живописец-пейзажист, жанрист конца XIX-го века.
Подобно многим из его соотечественников-художников (Уильям Барри, Алоизиус О’Келли, постимпрессионист Родерик О’Конор; позднее Уильям Джон Лич), Н. Хилл некоторое время жил, работал и осваивал технику пленэрной живописи во французской Бретани. Он черпал вдохновение в сюжетах в равной мере близких как островным, так и континентальным потомкам древних кельтов. В бытовых сценках из жизни бретонских крестьян, Хилл демонстрирует школу, близкую скорее к Милле и Руссо, чем к импрессионистам, к числу которых его часто причисляют.

## Жизнь художника
Родился в городе Дро́эда, графство Лаут, на восточном побережье Ирландии, к северу от Дублина. Учился (1877—1880) в Школе искусств Метрополитен (англ.), (Дублин). Его сокурсниками были Родерик О’Конор (с которым он делил квартиру), а также Уолтер Осборн, и Джозеф М. Кавана (англ.).
С 1881 по 1883, в составе этой же группы, он посещал классы популярной в те годы Королевской Академии изящных искусств (англ.) в Антверпене, Бельгия.
Был удостоен многих наград на родине: в 1883 году — получает вторую премию за пейзаж, показанный в Королевской Ибернийской академии; позднее, премию Тейлора и серебряную медаль от Школы искусств Метрополитен.
В 1894 он был избран членом Королевской Ибернийской Академии (англ.).
Пленэрной живописью Хилл занялся в 1883 году во Франции, в Понт-Авене, куда он отправился со своим коллегой, У. Осборном. Затем, посвятив часть 1884 года работе над живописными этюдами в Англии, Хилл вернулся в Дублин. Художник осваивает также мастерство портретной живописи, работая над серией портретов известных граждан города Дро́эда. Он регулярно участвовал в академических выставках, показывая портреты, в том числе, исполненные в технике рисунка.
Однако, большей частью Хилл работал над реалистическими жанровыми картинами из жизни сельской глубинки, изображая коттеджи, крестьян и вольный пейзаж. Здесь он демонстрирует добросовестную мастеровитость и внимание к архитектурным деталям, к передаче текстуры поверхности, что воссоздаёт в его работах атмосферу подлинности, достоверности.
Через некоторое время по возвращении из Франции (в конце 1890-х годов), Хилл испытал нервный срыв и вообще перестал заниматься живописью. Он поселился в семейном доме и прозябал в обществе своих сестёр. Со временем семья перебралась в Уэльс, где художник и умер в 1934 году.

## Изображения в сети
- Двор, освещённый солнцем. Бретань, 1884 Холст, масло 45,7 × 30.5 см. Частная коллекция, Дублин[4]
- Птичница с гусями на ферме в Бретани, 1884 Холст, масло 46 × 37.5 см. Галерея «Highlanes», Дро́эда, графство Лаут, Ирландия[5]
- Nathaniel Hill. Breton Peasants at the Convent door Oil on canvas, 38 × 52 cm[6]
- Портрет Томаса Планкетта Кэрнса (ум. 1893), предпринимателя, пивовара, банкира и благотворителя г. Дро́эды Архивная копия от 30 октября 2017 на Wayback Machine Холст, масло 110 × 85 см. Галерея «Highlanes»[7], Дро́эда, графство Лаут
- Ферма Брэди, весна 1897; Дроэда Дерево, масло 28 × 38 см.